# Наталізм
Наталізм (лат. nātālis — пов'язаний з народженням) ― система поглядів, що пропагує розмноження. 
Наталізм сприяє виношуванню та народженню дітей та батьківству як бажане з соціальних причин та для забезпечення продовження людства. Наталізм у державній політиці, ⁣ як правило, прагне створити фінансові та соціальні стимули для відтворення населення, наприклад, забезпечуючи податкові стимули, які винагороджують народження та підтримку дітей. Ті, хто дотримується більш суворої інтерпретації наталізму, можуть також намагатися обмежити доступ до абортів та контрацепції. Протилежністю наталізму є антинаталізм.

## Мотиви

### Релігія
Багато релігій заохочують продовження роду.  Іудаїзм,  іслам та основні галузі християнства, включаючи Церкву Ісуса Христа Святих Останніх Днів  та Католицьку Церкву    заохочують продовження роду. Аміші є одними з найбільш швидкорослих груп населення у світі, в середньому на одну сім’ю припадає 6,8 дитини.  Рух серед консервативних протестантів, відомий під назвою Квіверфул, виступає за багатодітні сім'ї та розглядає дітей як благословення від Бога.   

### Інші популяції
Народ Кунг-сан на півдні Африки не практикує контроль за народжуваністю. 

### Намір мати дітей
Існує багато факторів, що визначають намір мати дітей, зокрема:
- Перевага матері щодо розміру сім'ї, що впливає на перевагу дітей у ранньому зрілому віці. [12] Подібним чином розширена сім'я впливає на наміри щодо народжуваності, збільшуючи кількість племінників та племінниць, збільшуючи бажану кількість дітей. [13]
- Соціальний тиск родичів та друзів, щоб мати ще одну дитину.
- Соціальна підтримка. Однак дослідження із Західної Німеччини прийшло до того, що як чоловіки, які взагалі не отримують підтримки, так і чоловіки, які отримують підтримку від багатьох різних людей, мають меншу ймовірність мати намір народити іншу дитину, причому остання, ймовірно, пов'язана з проблемами координації.
- Щастя, щасливіші люди прагнуть отримати більше дітей.
- Безпечне житлове становище. [14]

## Наталістична політика

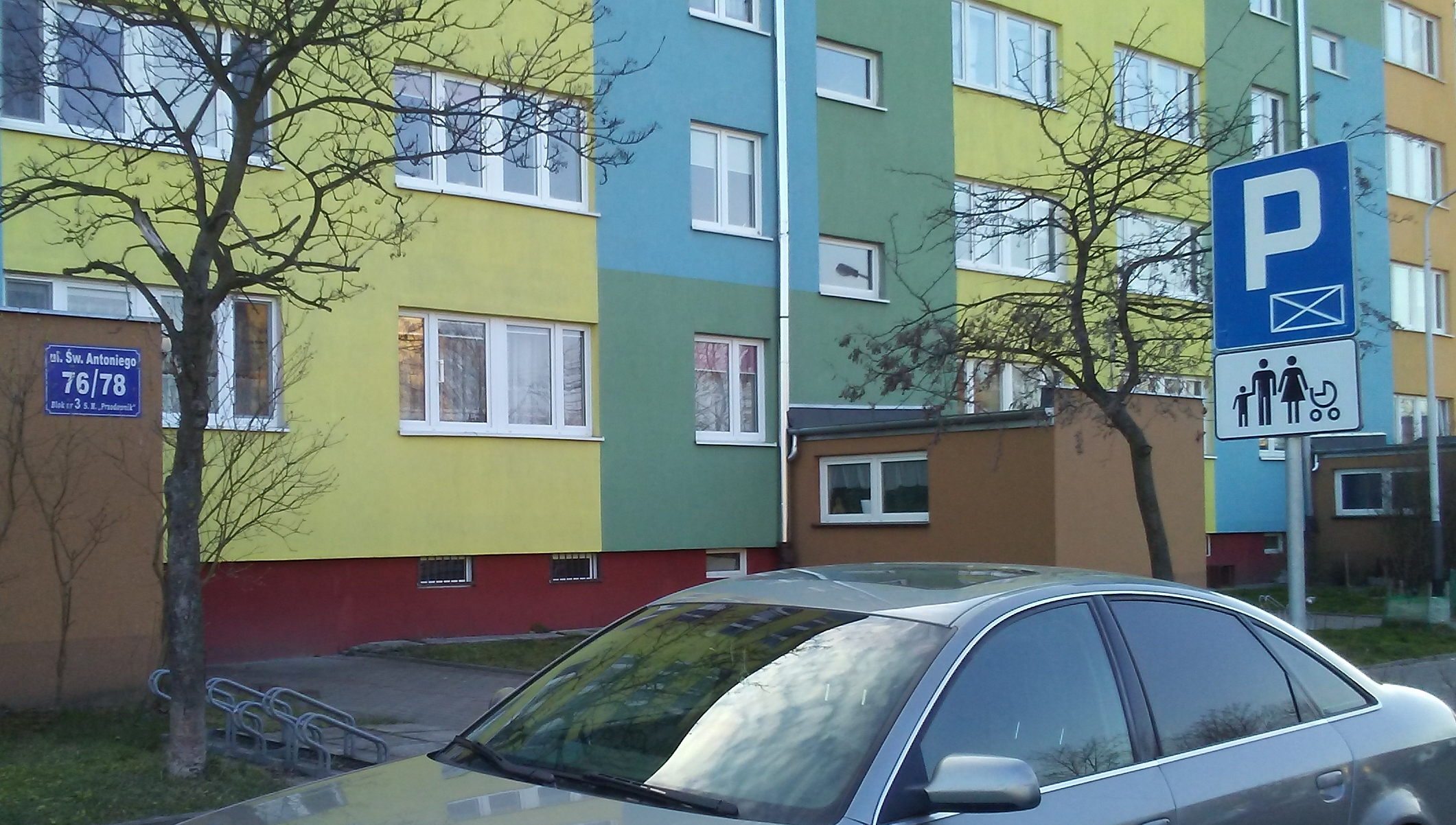
Місце для паркування сімей з дітьми, житлова зона. Томашів- Мазовецький, Польща

Деякі країни, в яких зменшується населення заохочують сім'ї до багатодітності. Стимули можуть включати одноразову виплату на дитину, або постійні виплати або зниження податків. Деякі країни накладають штрафи або податки на тих, у кого менше або немає дітей. Деякі країни, такі як Японія, Сінгапур  Південна Корея  та Тайвань, застосовували або намагалися реалізувати інтервенційну наталістську політику, створюючи стимули для великих сімей серед корінного населення. Іммігранти, як правило, не є частиною наталістської політики.
Політика оплачуваної декретної відпустки також може бути використана як стимул. Наприклад, Швеція має щедрі батьківські відпустки, в яких батьки мають право ділитися 16-місячною оплачуваною відпусткою на одну дитину, витрати розподіляються між роботодавцем та державою.

### Україна
Уряд України також використовує наталістську політику, винагороджуючи та заохочуючи більше дітей у сім'ях.

### Угорщина
Уряд Угорщини Віктора Орбана у 2019 році оголосив про грошові заохочення (включаючи скасування податків для матерів, які мають понад три дитини, і зменшення виплат по кредитах та спрощення доступу до позик), а також розширив доступ до дитячих садків. 